# يوديد السترونتيوم
 يوديد السترونتيوم مركب كيميائي له الصيغة SrI2، ويكون على شكل مسحوق بلوري أبيض مصفر لديه قابلية كبيرة للاسترطاب. يأتي الاصفرار نتيجة تعرض المركب النقي (أبيض اللون) للهواء.

## الخواص
- ينحل يوديد السترونتيوم بشكل جيد في الماء البارد، وتزداد الانحلالية بارتفاع درجة الحرارة. ينحل يوديد البوتاسيوم في الإيثانول على البارد وذلك بمقدار 31 غ/ل عند الدرجة 4°س.[4]
- عند تسخين المركب إلى درجات حرارة مرتفعة تحدث عملية تفكك للمركب ويتشكل أكسيد السترونتيوم ويتحرر اليود.[5]

SrI2 + O2 → 2SrO + I2

## التحضير
يحضر يوديد السترونتيوم من تفاعل كربونات السترونتيوم مع حمض الهيدرويوديك حسب المعادلة:
SrCO3 + 2HI → SrI2 + H2O + CO2

## الاستخدامات
- يمكن أن يستعمل في مجال الطبي كبديل لمركب يوديد البوتاسيوم وذلك كبلورات ومّاضة (لها القدرة على الوميض).[6] وذلك من أجل الكشف عن النظائر أثناء التشخيص الإشعاعي.[7]